# کاگامیساتو کیوجی
کاگامیساتو کیوجی (به ژاپنی: 鏡里 喜代治) کُشتی‌گیر سوموی اهل استان آئوموری در کشور ژاپن است که چهل‌ودومین کشتی‌گیر دارای رتبهٔ یوکوزونا محسوب می‌شود. وی در سال ۱۹۵۳ میلادی به این مرتبه ارتقا یافت و در سال ۱۹۵۸ میلادی بازنشست شد. کاگامیساتو کیوجی توانست ۴ بار قهرمان (یوشو) مسابقات سومو شود.